# Ecliptopera diluta
Ecliptopera diluta là một loài bướm đêm trong họ Geometridae.